# سرکوب مالی
سرکوب مالی (به انگلیسی: Financial Repression) به کلیه اقداماتی اطلاق می‌شود، که از طریق آن، دولت‌ها منابع مالی را به‌سوی نهادهای دولتی هدایت کرده، تا مبلغ بدهی‌های خود را کاهش دهند. این مبحث نخستین بار در سال ۱۹۷۳، توسط دو اقتصاددان دانشگاه استنفورد، به نام‌های رونالد مک‌کینون و ادوارد شاو مطرح گردید.
سرکوب مالی شامل یک یا چند اقدام دولت از قبیل اعطای تسهیلات به دولت، تعیین سقف برای نرخ سود، اعمال محدودیت‌ها برای اعمال تراکنش‌های مالی با سایر کشورها و ایجاد روابط نزدیک‌تر بین دولت و بانک‌ها می‌شود. افزایش پس‌انداز ملی، به‌عنوان یک عامل اساسی در افزایش سرمایه‌گذاری و نهایتاً رشد اقتصادی محسوب می‌شود. مخالفین سرکوب مالی که به نوعی می‌توان از آن‌ها به نام طرفداران آزادسازی مالی نام برد، معتقدند که سرکوب شدید مالی در کشورهای در حال توسعه، مانعی جدی بر سر راه توسعه این کشورها است و باعث می‌شود، که بخش مالی اقتصاد از رسیدن به ظرفیت نهایی خود باز بماند. از تعیین سقف‌های نرخ بهره، نرخ ذخیره قانونی بالا و در بعضی از مطالعات، تورم، به‌عنوان ابزارهای سرکوب مالی نام برده می‌شود.